# Glat rottehale
Glat rottehale (Phleum phleoides) er et et 15-45 cm højt græs, der vokser på tørre bakker og skrænter.

## Beskrivelse
Glat rottehale er et flerårigt græs med en løst tueformet vækst. Den kendes fra de andre arter af samme slægt på, at den ikke har opsvulmet stængelbasis. Bladene er linjeformede og flade, men med tydelig midterribbe og hel bladrand.
Blomstringen sker i juni-juli. De blomsterbærende stængler er oprette og ofte violet anløbne. Blomsterne er reducerede og uden kron- og bægerblade. De sidder enkeltvis i småaks, der er samlet i endestillede, næsten cylindriske duske. Det er typisk for arten, at frøstanden deler sig, når man bøjer den. Frugterne er nødder med dækblade uden stak.
Rodnettet består af en kompakt masse af trævlerødder.
Højde x bredde og årlig tilvækst: 0,25 x 0,25 (25 x 25 cm/år). De blomstrende stængler kan dog være op til 0,60 m høje.

## Voksested
Arten har sin naturlige udbredelse i et område, der strækker sig fra det centrale og østlige Europa over steppeegnene i Rusland og Sibirien til Mongoliet og Kina med hovedudbredelsen på de eurasiske Stepper.
I Danmark findes den hist og her på Sjælland og Nordøstjylland på tørre skrænter, bakker og overdrev, hvor den indgår i plantesamfund, der er karakteristisk for tørt græsland.
I disse palntesamfund findes den på højt pH sammen med bl.a. alm. mælkeurt, tandbælg, bakkegøgelilje, bakkesoløje, blodrød storkenæb, djævelsbid, enghavre, grå potentil, hulkravet kodriver, hundeviol, knoldet mjødurt, kratfladbælg, lav tidsel, nikkende kobjælde, pillestar, plettet kongepen, smalbladet klokke, stivhåret kalkkarse, vild hør og voldtimian.

## Note
1. ↑  Jf. Faglig rapport fra DMU, nr. 436: Naturplanlægning